# 福永泰
福永 泰（ふくなが やすし、1973年3月6日 - ）は、東京都町田市出身の元サッカー選手、サッカー指導者。ポジションはミッドフィールダー、フォワード。

## 来歴・人物
桐蔭学園時代は林健太郎と同級生で、戸倉健一郎や長谷部茂利は1学年上、1学年下には栗原圭介と松川友明が在籍していた。
李国秀監督の元、高校2年時には背番号8をつけ、全国高校サッカー選手権に出場。準々決勝で前橋商業にPK戦の末敗れたものの、5得点の活躍。
ドリブルとキープ力が持ち味で、FWからボランチまでこなすプレーヤーとして活躍。テスト生（トレーニー契約）として1995年に浦和レッドダイヤモンズに入団、ファーストステージ途中からデビュー。シーズン後半はFWとして、この年のレッズの躍進を支える原動力となり、浦和のエース福田正博とのコンビネーションは「フクフク・コンビ」と呼ばれた。
1996年は福田の怪我により、開幕戦ではFWとして出場し、序盤の3試合で4ゴールをあげた。その後は怪我人が続出したこともあり、ボランチとして試合に出場した。
1997年はギラン・バレー症候群により長期欠場を余儀なくされた。1998年には心機一転し、背番号10となる。
2002年にはベガルタ仙台に移籍。チームの戦術にフィットして開幕5連勝の原動力となったが、同年4月14日の古巣・浦和戦で左膝前十字靭帯損傷の重傷を負う。翌年に復帰するが、7試合の出場に留まり、現役続行を目指しリハビリを続けたものの負傷が完治せず2004年に引退を表明した。
その後はサッカー解説者や芸能人女子フットサルチーム「ミスマガジン」の監督を務めた。2009年に母校・青山学院大学サッカー部のコーチに就任し、2015年には監督を務めた。
2016年よりベガルタ仙台のトップチームコーチに就任した。契約満了により2018年限りでコーチを退任した。
2019年6月から浦和レッドダイヤモンズのユースコーチに就任、
2023年からは浦和レッドダイヤモンズのジュニアユースコーチに就任した。

## 所属クラブ
- 南大谷キャッツ
- 桐光学園中学校
- 桐蔭学園高等学校
- 青山学院大学
- 1995年 - 2001年 浦和レッドダイヤモンズ
- 2002年 - 2003年 ベガルタ仙台

## 個人成績
| 国内大会個人成績 | 国内大会個人成績 | 国内大会個人成績 | 国内大会個人成績 | 国内大会個人成績 | 国内大会個人成績 | 国内大会個人成績 | 国内大会個人成績 | 国内大会個人成績 | 国内大会個人成績 | 国内大会個人成績 | 国内大会個人成績 |
| 年度             | クラブ           | 背番号           | リーグ           | リーグ戦         | リーグ戦         | リーグ杯         | リーグ杯         | オープン杯       | オープン杯       | 期間通算         | 期間通算         |
| 年度             | クラブ           | 背番号           | リーグ           | 出場             | 得点             | 出場             | 得点             | 出場             | 得点             | 出場             | 得点             |
| 日本             | 日本             | 日本             | 日本             | リーグ戦         | リーグ戦         | リーグ杯         | リーグ杯         | 天皇杯           | 天皇杯           | 期間通算         | 期間通算         |
| ---------------- | ---------------- | ---------------- | ---------------- | ---------------- | ---------------- | ---------------- | ---------------- | ---------------- | ---------------- | ---------------- | ---------------- |
| 1995             | 浦和             | -                | J                | 26               | 4                | -                | -                | 3                | 0                | 29               | 4                |
| 1996             | 浦和             | -                | J                | 28               | 6                | 13               | 2                | 4                | 1                | 45               | 9                |
| 1997             | 浦和             | 11               | J                | 0                | 0                | 5                | 0                | 2                | 1                | 7                | 1                |
| 1998             | 浦和             | 10               | J                | 31               | 4                | 3                | 2                | 0                | 0                | 34               | 6                |
| 1999             | 浦和             | 10               | J1               | 14               | 3                | 2                | 1                | 0                | 0                | 16               | 4                |
| 2000             | 浦和             | 10               | J2               | 22               | 9                | 2                | 0                | 4                | 0                | 28               | 9                |
| 2001             | 浦和             | 14               | J1               | 9                | 0                | 1                | 0                | 0                | 0                | 10               | 0                |
| 2002             | 仙台             | 20               | J1               | 6                | 0                | 0                | 0                | 0                | 0                | 6                | 0                |
| 2003             | 仙台             | 20               | J1               | 7                | 0                | 1                | 0                | 0                | 0                | 8                | 0                |
| 通算             | 日本             | 日本             | J1               | 121              | 17               | 25               | 5                | 9                | 2                | 155              | 24               |
| 通算             | 日本             | 日本             | J2               | 22               | 9                | 2                | 0                | 4                | 0                | 28               | 9                |
| 総通算           | 総通算           | 総通算           | 総通算           | 143              | 26               | 27               | 5                | 13               | 2                | 183              | 33               |

## 指導歴
- 2009年 - 2015年 青山学院大学サッカー部
  - 2009年 コーチ[7]
  - 2010年 - 2014年 ヘッドコーチ[7]
  - 2015年 監督[7]
- 2016年 - 2018年 ベガルタ仙台 トップチームコーチ
- 2019年6月 - 浦和レッドダイヤモンズ
  - 2019年6月 - 2022年 ユースコーチ
  - 2023年 - ジュニアユースコーチ